# 山王海ダム
山王海ダム（さんのうかいダム）は、岩手県紫波郡紫波町土館地先、一級河川・北上川水系滝名川に建設されたダムである。
農林水産省東北農政局が管理する農業用ダムで、当初は1952年（昭和27年）にアースダムとして完成したが、1977年（昭和52年）よりダムの規模を大幅に増強し地域のかんがい供給能力を高める「山王海ダム再開発事業」によって大幅なかさ上げを実施、堤高61.5mのロックフィルダムとなった。堤体に文字が書かれている珍しいダムでもある。ダム湖は平安の湖（へいあんのみずうみ）と呼ばれる。

## 沿革
滝名川流域の紫波郡は、滝名川の流域面積よりも水田面積が広かった為に慢性的に水不足に陥り易く、更に降雨量も少ない事から旱魃が起こり易かった。この為記録されているだけでも36回の水争いがあり、天保年間・慶応年間・明治・大正時代には死傷者が出るほどの激しさであった。この「志和の水喧嘩」と呼ばれる水争いを抑える為、盛岡藩や岩手県は対策に苦慮したが、戦後農林省（現・農林水産省東北農政局）により根本的対策として「国営山王海農業水利事業」を計画。その中心として滝名川に農林水産省直轄ダムを建設することとし、山王海ダムが計画された。
1949年（昭和24年）からは秋田刑務所、青森刑務所、山形刑務所から受刑者400人がダム工事のために出役した。
山王海ダムは1952年（昭和27年）に完成した。ダムの型式はアースダム、高さは37.4mで建設当時は「東洋一のアースダム」と呼ばれ、その後の日本における近代フィルダムの草分けともなった。これにより安定した農業用水が供給される事になり、長年の懸案であった水争いの終結が成った。ダム本体には上端から順に「平安・山王海・1952」の文字が描かれている。ダムに文字が描かれるのは山王海ダムが初期の例であるが、これは当時の岩手県知事が「永遠に水争いが無くなり平安を願う」という思いを込めて揮毫・植樹したものである。ダム湖も「平安の湖」と名付けられ、水争いによる不幸な歴史に終止符を打ちたい地元の熱い思いを感じ取ることが出来る。

## 平成の再開発

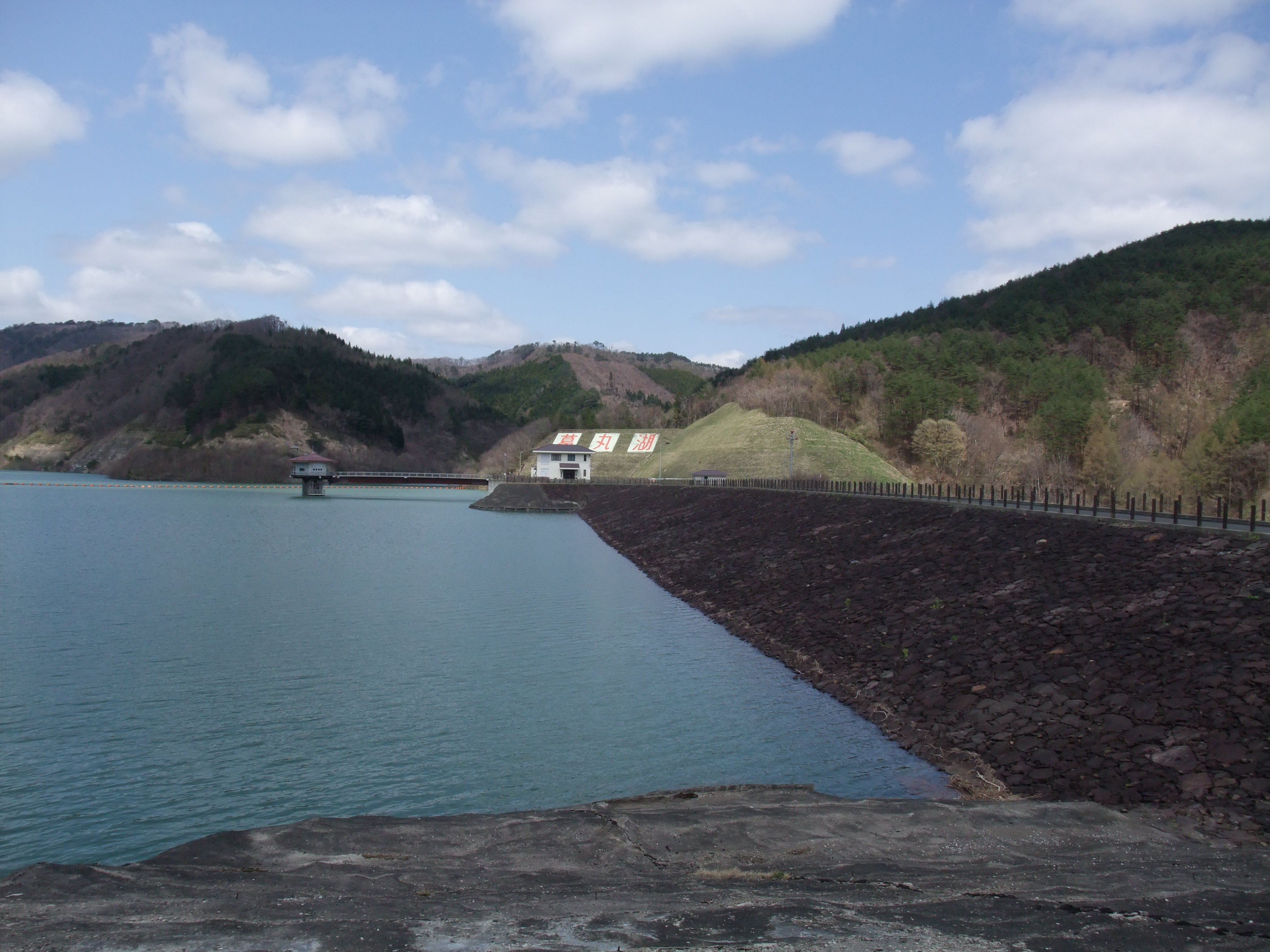
親子関係である葛丸ダム

その後も「国営山王海農業水利事業」に基づく灌漑整備は続けられたが、農業技術の発展に伴い収穫量が増加し、新たなる水源確保の必要性に迫られた。農林水産省は1977年（昭和52年）より山王海ダムを再開発して灌漑用水供給量の増加を図る「第二期国営山王海農業水利事業」に着手した。
先ず支流の葛丸川に葛丸ダム（中央土質遮水壁型ロックフィルダム、51.7m）を1977年より建設し、1991年（平成3年）に完成させた。続いて1990年（平成2年）より「山王海ダム再開発事業」の本格的な施工が開始された。この事業は山王海ダムを24.1mの大幅な嵩上げ（37.4mから61.5m）を行って貯水容量を増加させ、かんがい用水の供給を向上させようというものである。
嵩上げは桂沢ダムと新桂沢ダム（石狩川水系幾春別川。国土交通省北海道開発局）や丸山ダムと新丸山ダム（木曽川本川。国土交通省中部地方整備局）と同様に旧ダムを取り込む形で行われ、ロックフィルダムとして建設された。ダム湖はかんがい専用ダムとしては貯水容量が全国一の規模となるが、滝名川だけでは十分に湛水させる事が出来ないため、葛丸ダムとの間に導水・取水トンネルを建設して貯水を融通することで効率的な水運用を図る。
2001年（平成13年）に再開発事業は完成したが、建設当時の思いは新しい山王海ダムにも引き継がれ、ダム堤体には「平安・山王海・2001」という文字が植樹で描かれている。